# Xã Avery, Michigan
Xã Avery (tiếng Anh: Avery Township) là một xã thuộc quận Montmorency, tiểu bang Michigan, Hoa Kỳ. Năm 2010, dân số của xã này là 646 người.